# Turno di notte (serie televisiva)
Turno di notte è una serie televisiva italiana, ideata e supervisionata personalmente da Dario Argento per il programma televisivo Giallo di Enzo Tortora.

## Produzione
I primi 6 episodi sono diretti da Lamberto Bava, mentre i restanti sono diretti da Luigi Cozzi.

## Episodi
| Stagione       | Episodi | Prima TV Italia |
| -------------- | ------- | --------------- |
| Prima stagione | 15      | 1987-1988       |